# 馬仲威
马仲威（1953年6月19日—），台湾人，象棋特级國際大师、八段棋士。在第15届亚洲象棋个人锦标赛四强争霸中战胜名将吕钦，使中国队31年来首遭淘汰而为象棋界所熟悉。

## 参赛历程
| 象棋賽事       | 象棋賽事                         | 象棋賽事 |
| 日期           | 項目                             | 成績     |
| -------------- | -------------------------------- | -------- |
| 1993年         | 第二屆世界盃象棋個人賽           | 季軍     |
| 1996年         | 桃園縣象棋協會第三屆會長盃       | 冠軍     |
| 1999年         | 第18屆清水觀音盃象棋全國賽高段組 | 冠軍     |
| 2000年         | 第五屆陽信盃名人象棋賽           | 冠軍     |
| 2009年         | 第14届亚洲象棋个人锦标赛         | 亚军     |
| 2011年         | 第15届亚洲象棋个人锦标赛         | 季軍     |
| 2012年         | 台南市議長盃                     | 冠軍     |
| 2012年         | 旱溪媽祖盃                       | 冠軍     |
| 2013年         | 清水觀音盃                       | 冠軍     |
| 2013年         | 彰化泰源宮第一屆孝子盃全國賽     | 冠軍     |
| 2014年         | 彰化南瑤宮盃                     | 冠軍     |
| 2014年         | 第四屆養德盃                     | 冠軍     |
| 2014年         | 厦门市“翔安杯”象棋国际邀请赛     | 亚军     |
| 2015年12月6日  | 馬炮爭先（3＋2）象棋快棋賽       | 冠軍     |
| 2015年12月27日 | 雲林縣象棋協會第29屆理事長盃     | 冠軍     |